# بيتر ماريوس أندرسن
بيتر ماريوس أندرسن (بالدنماركية: Peter Marius Andersen)‏ (25 أبريل 1885 بكوبنهاغن في الدنمارك - 20 مارس 1972 بكوبنهاغن في الدنمارك) هو لاعب كرة قدم دانمركي في مركز الهجوم، شارك في الألعاب الأولمبية الصيفية 1908. وشارك مع منتخب الدنمارك لكرة القدم. أما مع النوادي، فقد لعب مع بولدكلوبن فرم.

## وصلات خارجية
- بيتر ماريوس أندرسن على موقع قاعدة بيانات كرة القدم.إي يو (الإنجليزية)
- بيتر ماريوس أندرسن على موقع ناشيونال فوتبول تيمز (الإنجليزية)
- بيتر ماريوس أندرسن على موقع عالم كرة القدم.نت (الإنجليزية)
- بيتر ماريوس أندرسن على موقع اللجنة الأولمبية الدولية (الإنجليزية)
- بيتر ماريوس أندرسن على موقع أوليمبيديا (الإنجليزية)